# ائتلاف کشورهای داوطلب
ائتلاف کشورهای داوطلب (coalition of the willing) یک همکاری بین‌المللی موقت است که به منظور دستیابی به یک هدف خاص که معمولاً ماهیت نظامی یا سیاسی دارد، ایجاد می‌شود.

### نمونه‌ها
- ائتلاف داوطلبان بین‌المللی در جریان تهاجم به عراق، ۲۰۰۳.
- ائتلاف کشورهای اروپایی در سال ۲۰۲۵ با هدف پایان بخشیدن به تهاجم روسیه به اوکراین.